# 庄内戊辰戦争春の陣
庄内戊辰戦争春の陣（しょうないぼしんせんそうはるのじん）は、戊辰戦争時、庄内藩征討を命じられた山形藩、久保田藩らが、庄内藩と交戦した戦闘のことである。秋田戦争の端緒になった。

## 経緯
慶応4年（1868年）4月26日に、水野三郎右衛門以下山形隊二番手が天童に至り、28日より寺津、達磨寺村、長崎村落合に布陣した。新政府軍の庄内侵攻計画が閏4月3日から5日に延期されたことで、3日夜半左沢（大江町）を発した庄内側民兵隊が最上川を下り、4日払暁落合を急襲した。この奇襲で山形軍は隊長大久保伝平、司令士の赤星守人以下7名が戦死・5名が負傷、援軍もなく山形城下に潰走した。
庄内軍はその後、寒河江から天童に侵攻した庄内軍と合流して、天童城下の総攻撃を始めた。
その後、戦場は左沢、本道寺方面に移動する。
また、久保田藩は本荘藩、矢島藩、津軽藩と共同し由利地方に兵を集結し、庄内藩を攻めた。